# Маре (Париж)
Льо Маре (на френски: Le Marais, означаващо блато) е квартал на Париж, в 3-ти и 4-ти арондисман, на десния бряг на река Сена. Това е един от най-древните квартали на града. Тези блатисти местности са пресушени и след това населени от военните религиозни ордени през XII-XIII век като тези на Тамплиерите. След построяването на първия площад Плас де Вож от Анри IV, този район става средище на аристокрацията и по-късно на буржоазията. Тук са живели много известни личности като например Виктор Юго и кардинал Ришельо.
На западната граница на квартала се намира световноизвестният Център „Жорж Помпиду“. Тук се намира и музеят на Пикасо, открит през 1985 година, който съдържа много творби и снимки на Пабло Пикасо. Квартал Льо Маре е известен като парижкият квартал на евреите, независимо от тяхното гонение и преследване в различни периоди на историята. Счита се, че във Франция живеят около 800 000 евреи и половината от тях се намират тук в еврейския квартал.
Освен с интелектуалци и евреи, кварталът през 21 век е населен и от голяма гей общност.